# Јован Радонић
Јован Радонић (Мол, 9. фебруар 1873 — Београд, 25. новембар 1956) био је српски историчар, академик, ученик Александра Сандића и чешког историчара Константина Јиречека.

## Биографија
Основну школу похађао је у родном месту. Гимназију је завршио 1891. у Новом Саду. Студирао је на Филозофском факултету у Бечу где је 1896. године стекао докторат из филозофије. Годину дана служио је у добровољачкој војсци у Далмацији а потом одлази у Русију где је у Петрограду и Москви изучавао руско-српске односе у 16. и 17. веку. У српској гимназији у Цариграду радио је годину дана а у јесен 1899. постао је библиотекар Матице српске у Новом Саду. Одмах по оснивању постао је ванредни професор опште историје средњег века на Београдском универзитету. Учествовао је у Балканским и Првом светском рату. Године 1919. постао је редовни професор на Београдском универзитету. Убрзо је постао и редовни члан Српске краљевске академије. Био је спољни члан Чешке академије у Прагу, дописни члан ЈАЗУ у Загребу и румунске академије у Букурешту као и члан књижевног одељења Матице српске у Новом Саду. За секретара академије биран је 1937. и 1940. године. а 1923. и 1925. за посланика у Народној скупштини. За сенатора града београда именован је крајем 1939. године. Активно политичко деловање није га спречило да после рата у новим политичким условима настави свој плодни научно-истраживачки рад. Велика је његова заслуга за оснивање Историјског одељења САНУ чији је члан остао све до дубоке старости.

## Историографски рад
Наставио је настојања Александра Сандића и Илариона Руварца на увођењу критичког правца у српској историографији. Изучавао је националну српску историју и смештао српску историју у шири европски контекст. Његово капитално дело о овој тематици је Западна Европа и балкански народи према Турцима у првој половини XV века (1902). Њему припада заслуга за повезивање националне и опште историје. У његовим првим радовима види се тежња да се разуме деловање Србима суседних држава, пре свега Византије. Ширио је круг свог интересовања са проучавања улоге Виузантије на проучавање улоге држава које су у појединим историјским раздобљима имале велики политички утицај на дешавања у Србији.
Другу особеност његовог историографског рада представља покушај пластичног приказивања појединих личности и смештање њиховог деловања у шири историјски контекст. Први овакав рад је његова докторска дисертација О великом војводи босанском Сандаљу Хранићу Косачи. Други овакав рад је монографија Гроф Ђорђе Бранковић и његово време.
Бавио се и изучавањем историје Срба у Војводини. О овој теми најзначајније је дело Срби у Угарској. Док је био у избеглиштву написао је већи број научних радова са намером да одбрани српске интересе у Војводини Године 1902. написао је детаљан преглед свих студија о српској историји објављених те године што представља круну његовог рада као библиотекара у Матици српској. Ово дело и до сада је непревазиђен пример библиографије на српском језику. Значајан је и његов преводилачки рад. Преводио је са немачког а касније и са чешког и румунског језика. Ранији преводи углавном су из области књижевне историје а каснији из области историје. На првом месту је превод Јиречекове Историје Срба и његових студија о средњовековној Србији. Ове преводе је и допуњавао новим резултатима. Радио је и на објављивању архивске грађе из Дубровачког архива.
Хронолошки његово интересовање обухвата готово целу српску историју—од изучавања племена која су пре Словена живела на Балканском полуострву па до бурних дешавања из 1848. године и догађаја блиских његовом времену. Његови радови такође се одликују и великом тематском разноврсношћу: од издавања историјских извора, научне критике па до стварања синтетичких прегледа прошлости као круне рада једног историчара.
Додељен му је Краљевски орден Белог орла у три степена, Орден Светог Саве, Краљевски орден Карађорђеве звезде и Албанска споменица.

## Важнији радови
- Радонић, Јован (1909). Прилози за историју Срба у Угарској у XVI, XVII. и XVIII. веку. 1. Нови Сад: Матицa српскa.
- Радонић, Јован (1911). Гроф Ђорђе Бранковић и његово време. Београд: Српска краљевска академија.
- Радонић, Јован (1915). Срби у Угарској. Ниш: Државна штампарија.
- Радонић, Јован (1929). Ђорђе Бранковић деспот Илирика. Београд: Време.
- Радонић, Јован (1949). Штампарије и школе римске курије у Италији и јужнословенским земљама у XVII веку. Београд: Српска академија наука.
- Радонић, Јован (1950). Римска курија и јужнословенске земље од XVI до XIX века. Београд: Научна књига.
- Радонић, Јован (1954). „Рад на унији црногорског приморја у првој половини XVII века”. Историски записи. 7 (10): 305—309.
- Радонић, Јован; Костић, Мита (1954). Српске привилегије од 1690 до 1792. Београд: Научна књига.
- Радонић, Јован (1955). Ђурађ II Бранковић деспот Илирика. Цетиње: Историјски институт.